# Busted (àlbum)
Busted és el primer àlbum per la banda de Pop rock britànica Busted. Va ser lliurat a Gran Bretanya el Setembre de 2002, i va arribar a la posició número 2 el següent Gener, després de l'èxit del segon senzill "Year 3000". "What I Go to School For", "You Said No" i "Sleeping with the Light On" van ser també singles lliurats, i tots van arribar al top 3 de la UK Singles Chart.
"What I Go to School For" i "Year 3000" van ser versionades (covered) pels Jonas Brothers el 2006.

## Llista de pistes
1. "What I Go to School For" (3:30)
2. "You Said No" (2:47)
3. "Britney" (3:30)
4. "Losing You" (3:54)
5. "Year 3000" (3:17)
6. "Psycho Girl" (3:51)
7. "All the Way" (2:26)
8. "Sleeping with the Light On" (3:38)
9. "Dawson's Geek" (2:27)
10. "When Day Turns Into Night" (3:35)
11. "Everything I Knew" (3:10)
12. "Without You" (4:09)
13. "Extra Exceedingly Fitness" (0:18)
14. "Loser Kid" (3:48)

## Posició a les llistes

### Albums
| Any  | Llista                  | Posició |
| ---- | ----------------------- | ------- |
| 2003 | Austrian Albums         | #19     |
| 2003 | Danish Albums           | #9      |
| 2003 | Dutch Albums            | #51     |
| 2003 | Europe Official Top 100 | #92     |
| 2003 | French Albums           | #57     |
| 2003 | Irish Albums            | #9      |
| 2003 | Swiss Albums            | #88     |
| 2003 | UK Top 75 Albums        | #2      |

### Senzills
| Any  | Llista            | Senzill (Single)             | Posició a les llistes |
| ---- | ----------------- | ---------------------------- | --------------------- |
| 2002 | UK Singles Top 75 | "What I Go to School For"    | #3                    |
| 2002 | Austria Top 40    | "What I Go to School For"    | #32                   |
| 2002 | German Top 40     | "What I Go to School For"    | #34                   |
| 2003 | Ireland Top 50    | "What I Go to School For"    | #20                   |
| 2003 | Australia Top 50  | "What I Go to School For"    | #22                   |
| 2003 | UK Singles Top 75 | "Year 3000"                  | #2                    |
| 2003 | UK Singles Top 75 | "You Said No"                | #1                    |
| 2003 | UK Singles Top 75 | "Sleeping With The Light On" | #3                    |